# Göttingenmanuskriptet
Göttingenmanuskriptet är en handskrift på latin, sannolikt från slutet av 1400-talet. Det är den äldsta kända beskrivningen av schack helt enligt de moderna regler som introducerades under andra halvan av 1400-talet. Med undantag för rockad och några andra specialregler är det de regler som gäller fortfarande.
Det är osäkert när, och av vem, manuskriptet är skrivet. Olika källor daterar det till mellan 1471 och 1505. Stilen på den latinska texten indikerar att den har sitt ursprung i Spanien eller Portugal. Det finns flera likheter med den schackbok som Luis Ramírez de Lucena gav ut 1497, så det är möjligt att manuskriptet är skrivet av, eller har inspirerat, Lucena.
Manuskriptet är skrivet som instruktioner till en okänd furste.
Det innehåller tolv schacköppningar och trettio schackproblem.
Handskriften förvaras sedan 1752 på universitetsbiblioteket i Göttingen, därav namnet.

## Innehåll
Eftersom det inte fanns något etablerat sätt att beskriva dragen i ett schackparti blir texten omständlig. Den första sidan i handskriften lyder (i ungefärlig översättning):
"Första regeln: Ers höghet spelar kungsbonden till fjärde fältet framför kungen. Och om motståndaren gör samma sak, spelar ni kungsspringaren till tredje fältet framför kungslöparen. Och om han skyddar bonden med kunglöparens bonde, tar ni hans bonde med springaren. Och om han tar med bonden, ger ni honom schack med damen på fjärde fältet räknat från hans kungstorn. Och om han täcker sig med springarbonden, tar ni hans kungsbonde och ger schack mot tornet. …"
Med modern schacknotation skulle detta skrivas 1.e4 e5 2.Sf3 f6 3.Sxe5 fxe5 4.Dh5+ g6 5.Dxe5+.

### Öppningar
De nya schackreglerna, där bland annat bönderna kunde flytta två steg i första draget, innebar att spelet utvecklades mycket snabbare i öppningen än tidigare. Det gjorde det viktigare att studera öppningar. 
Varianter av följande öppningar finns med i manuskriptet (här med sina moderna namn):
1. Damianos försvar (1. e4 e5 2. Sf3 f6)
2. Philidors försvar (1. e4 e5 2. Sf3 d6), fördelaktigt exempel för vit
3. Italienskt parti (1. e4 e5 2. Sf3 Sc6 3. Lc4 Lc5)
4. Ryskt parti (1. e4 e5 2. Sf3 Sf6)
5. Löparspel (1. e4 e5 2. Lc4)
6. Spanskt parti, klassiska försvaret (1. e4 e5 2. Sf3 Sc6 3. Lb5 Lc5)
7. Ponzianis öppning (1. e4 e5 2. Sf3 Sc6 3. c3)
8. Philidors försvar (1. e4 e5 2. Sf3 d6), fördelaktigt exempel för svart
9. Antagen damgambit (1. d4 d5 2. c4 dxc4)
10. Londonsystemet (1. d4 d5 2. Lf4 Lf5)
11. Birds öppning (1. f4)
12. Engelskt parti (1. c4)

### Problem
De trettio problemen återges ett på varje sida med ett diagram och lösning. Problemen återfinns också hos Lucena.
Flera av problemen har speciella villkor, som att matt måste ges med en bonde som i problem 20 nedan.
Här är två exempel på problem:
|   | a | b | c | d | e | f | g | h |   |
| 8 | d6 svart kung · h6 svart bonde · b5 vit drottning · f5 vit bonde · h5 vit springare · c4 vit bonde · b3 vit springare | d6 svart kung · h6 svart bonde · b5 vit drottning · f5 vit bonde · h5 vit springare · c4 vit bonde · b3 vit springare | d6 svart kung · h6 svart bonde · b5 vit drottning · f5 vit bonde · h5 vit springare · c4 vit bonde · b3 vit springare | d6 svart kung · h6 svart bonde · b5 vit drottning · f5 vit bonde · h5 vit springare · c4 vit bonde · b3 vit springare | d6 svart kung · h6 svart bonde · b5 vit drottning · f5 vit bonde · h5 vit springare · c4 vit bonde · b3 vit springare | d6 svart kung · h6 svart bonde · b5 vit drottning · f5 vit bonde · h5 vit springare · c4 vit bonde · b3 vit springare | d6 svart kung · h6 svart bonde · b5 vit drottning · f5 vit bonde · h5 vit springare · c4 vit bonde · b3 vit springare | d6 svart kung · h6 svart bonde · b5 vit drottning · f5 vit bonde · h5 vit springare · c4 vit bonde · b3 vit springare | 8 |
| 7 | d6 svart kung · h6 svart bonde · b5 vit drottning · f5 vit bonde · h5 vit springare · c4 vit bonde · b3 vit springare | d6 svart kung · h6 svart bonde · b5 vit drottning · f5 vit bonde · h5 vit springare · c4 vit bonde · b3 vit springare | d6 svart kung · h6 svart bonde · b5 vit drottning · f5 vit bonde · h5 vit springare · c4 vit bonde · b3 vit springare | d6 svart kung · h6 svart bonde · b5 vit drottning · f5 vit bonde · h5 vit springare · c4 vit bonde · b3 vit springare | d6 svart kung · h6 svart bonde · b5 vit drottning · f5 vit bonde · h5 vit springare · c4 vit bonde · b3 vit springare | d6 svart kung · h6 svart bonde · b5 vit drottning · f5 vit bonde · h5 vit springare · c4 vit bonde · b3 vit springare | d6 svart kung · h6 svart bonde · b5 vit drottning · f5 vit bonde · h5 vit springare · c4 vit bonde · b3 vit springare | d6 svart kung · h6 svart bonde · b5 vit drottning · f5 vit bonde · h5 vit springare · c4 vit bonde · b3 vit springare | 7 |
| 6 | d6 svart kung · h6 svart bonde · b5 vit drottning · f5 vit bonde · h5 vit springare · c4 vit bonde · b3 vit springare | d6 svart kung · h6 svart bonde · b5 vit drottning · f5 vit bonde · h5 vit springare · c4 vit bonde · b3 vit springare | d6 svart kung · h6 svart bonde · b5 vit drottning · f5 vit bonde · h5 vit springare · c4 vit bonde · b3 vit springare | d6 svart kung · h6 svart bonde · b5 vit drottning · f5 vit bonde · h5 vit springare · c4 vit bonde · b3 vit springare | d6 svart kung · h6 svart bonde · b5 vit drottning · f5 vit bonde · h5 vit springare · c4 vit bonde · b3 vit springare | d6 svart kung · h6 svart bonde · b5 vit drottning · f5 vit bonde · h5 vit springare · c4 vit bonde · b3 vit springare | d6 svart kung · h6 svart bonde · b5 vit drottning · f5 vit bonde · h5 vit springare · c4 vit bonde · b3 vit springare | d6 svart kung · h6 svart bonde · b5 vit drottning · f5 vit bonde · h5 vit springare · c4 vit bonde · b3 vit springare | 6 |
| 5 | d6 svart kung · h6 svart bonde · b5 vit drottning · f5 vit bonde · h5 vit springare · c4 vit bonde · b3 vit springare | d6 svart kung · h6 svart bonde · b5 vit drottning · f5 vit bonde · h5 vit springare · c4 vit bonde · b3 vit springare | d6 svart kung · h6 svart bonde · b5 vit drottning · f5 vit bonde · h5 vit springare · c4 vit bonde · b3 vit springare | d6 svart kung · h6 svart bonde · b5 vit drottning · f5 vit bonde · h5 vit springare · c4 vit bonde · b3 vit springare | d6 svart kung · h6 svart bonde · b5 vit drottning · f5 vit bonde · h5 vit springare · c4 vit bonde · b3 vit springare | d6 svart kung · h6 svart bonde · b5 vit drottning · f5 vit bonde · h5 vit springare · c4 vit bonde · b3 vit springare | d6 svart kung · h6 svart bonde · b5 vit drottning · f5 vit bonde · h5 vit springare · c4 vit bonde · b3 vit springare | d6 svart kung · h6 svart bonde · b5 vit drottning · f5 vit bonde · h5 vit springare · c4 vit bonde · b3 vit springare | 5 |
| 4 | d6 svart kung · h6 svart bonde · b5 vit drottning · f5 vit bonde · h5 vit springare · c4 vit bonde · b3 vit springare | d6 svart kung · h6 svart bonde · b5 vit drottning · f5 vit bonde · h5 vit springare · c4 vit bonde · b3 vit springare | d6 svart kung · h6 svart bonde · b5 vit drottning · f5 vit bonde · h5 vit springare · c4 vit bonde · b3 vit springare | d6 svart kung · h6 svart bonde · b5 vit drottning · f5 vit bonde · h5 vit springare · c4 vit bonde · b3 vit springare | d6 svart kung · h6 svart bonde · b5 vit drottning · f5 vit bonde · h5 vit springare · c4 vit bonde · b3 vit springare | d6 svart kung · h6 svart bonde · b5 vit drottning · f5 vit bonde · h5 vit springare · c4 vit bonde · b3 vit springare | d6 svart kung · h6 svart bonde · b5 vit drottning · f5 vit bonde · h5 vit springare · c4 vit bonde · b3 vit springare | d6 svart kung · h6 svart bonde · b5 vit drottning · f5 vit bonde · h5 vit springare · c4 vit bonde · b3 vit springare | 4 |
| 3 | d6 svart kung · h6 svart bonde · b5 vit drottning · f5 vit bonde · h5 vit springare · c4 vit bonde · b3 vit springare | d6 svart kung · h6 svart bonde · b5 vit drottning · f5 vit bonde · h5 vit springare · c4 vit bonde · b3 vit springare | d6 svart kung · h6 svart bonde · b5 vit drottning · f5 vit bonde · h5 vit springare · c4 vit bonde · b3 vit springare | d6 svart kung · h6 svart bonde · b5 vit drottning · f5 vit bonde · h5 vit springare · c4 vit bonde · b3 vit springare | d6 svart kung · h6 svart bonde · b5 vit drottning · f5 vit bonde · h5 vit springare · c4 vit bonde · b3 vit springare | d6 svart kung · h6 svart bonde · b5 vit drottning · f5 vit bonde · h5 vit springare · c4 vit bonde · b3 vit springare | d6 svart kung · h6 svart bonde · b5 vit drottning · f5 vit bonde · h5 vit springare · c4 vit bonde · b3 vit springare | d6 svart kung · h6 svart bonde · b5 vit drottning · f5 vit bonde · h5 vit springare · c4 vit bonde · b3 vit springare | 3 |
| 2 | d6 svart kung · h6 svart bonde · b5 vit drottning · f5 vit bonde · h5 vit springare · c4 vit bonde · b3 vit springare | d6 svart kung · h6 svart bonde · b5 vit drottning · f5 vit bonde · h5 vit springare · c4 vit bonde · b3 vit springare | d6 svart kung · h6 svart bonde · b5 vit drottning · f5 vit bonde · h5 vit springare · c4 vit bonde · b3 vit springare | d6 svart kung · h6 svart bonde · b5 vit drottning · f5 vit bonde · h5 vit springare · c4 vit bonde · b3 vit springare | d6 svart kung · h6 svart bonde · b5 vit drottning · f5 vit bonde · h5 vit springare · c4 vit bonde · b3 vit springare | d6 svart kung · h6 svart bonde · b5 vit drottning · f5 vit bonde · h5 vit springare · c4 vit bonde · b3 vit springare | d6 svart kung · h6 svart bonde · b5 vit drottning · f5 vit bonde · h5 vit springare · c4 vit bonde · b3 vit springare | d6 svart kung · h6 svart bonde · b5 vit drottning · f5 vit bonde · h5 vit springare · c4 vit bonde · b3 vit springare | 2 |
| 1 | d6 svart kung · h6 svart bonde · b5 vit drottning · f5 vit bonde · h5 vit springare · c4 vit bonde · b3 vit springare | d6 svart kung · h6 svart bonde · b5 vit drottning · f5 vit bonde · h5 vit springare · c4 vit bonde · b3 vit springare | d6 svart kung · h6 svart bonde · b5 vit drottning · f5 vit bonde · h5 vit springare · c4 vit bonde · b3 vit springare | d6 svart kung · h6 svart bonde · b5 vit drottning · f5 vit bonde · h5 vit springare · c4 vit bonde · b3 vit springare | d6 svart kung · h6 svart bonde · b5 vit drottning · f5 vit bonde · h5 vit springare · c4 vit bonde · b3 vit springare | d6 svart kung · h6 svart bonde · b5 vit drottning · f5 vit bonde · h5 vit springare · c4 vit bonde · b3 vit springare | d6 svart kung · h6 svart bonde · b5 vit drottning · f5 vit bonde · h5 vit springare · c4 vit bonde · b3 vit springare | d6 svart kung · h6 svart bonde · b5 vit drottning · f5 vit bonde · h5 vit springare · c4 vit bonde · b3 vit springare | 1 |
|   | a | b | c | d | e | f | g | h |   |

|   | a | b | c | d | e | f | g | h |   |
| 8 | b8 vit springare · c7 vit torn · a6 svart löpare · e6 vit springare · d5 vit drottning · a4 svart kung · b4 svart bonde · c4 svart bonde · g4 vit löpare · h4 vit torn · c3 vit löpare · a2 vit bonde · b2 vit kung | b8 vit springare · c7 vit torn · a6 svart löpare · e6 vit springare · d5 vit drottning · a4 svart kung · b4 svart bonde · c4 svart bonde · g4 vit löpare · h4 vit torn · c3 vit löpare · a2 vit bonde · b2 vit kung | b8 vit springare · c7 vit torn · a6 svart löpare · e6 vit springare · d5 vit drottning · a4 svart kung · b4 svart bonde · c4 svart bonde · g4 vit löpare · h4 vit torn · c3 vit löpare · a2 vit bonde · b2 vit kung | b8 vit springare · c7 vit torn · a6 svart löpare · e6 vit springare · d5 vit drottning · a4 svart kung · b4 svart bonde · c4 svart bonde · g4 vit löpare · h4 vit torn · c3 vit löpare · a2 vit bonde · b2 vit kung | b8 vit springare · c7 vit torn · a6 svart löpare · e6 vit springare · d5 vit drottning · a4 svart kung · b4 svart bonde · c4 svart bonde · g4 vit löpare · h4 vit torn · c3 vit löpare · a2 vit bonde · b2 vit kung | b8 vit springare · c7 vit torn · a6 svart löpare · e6 vit springare · d5 vit drottning · a4 svart kung · b4 svart bonde · c4 svart bonde · g4 vit löpare · h4 vit torn · c3 vit löpare · a2 vit bonde · b2 vit kung | b8 vit springare · c7 vit torn · a6 svart löpare · e6 vit springare · d5 vit drottning · a4 svart kung · b4 svart bonde · c4 svart bonde · g4 vit löpare · h4 vit torn · c3 vit löpare · a2 vit bonde · b2 vit kung | b8 vit springare · c7 vit torn · a6 svart löpare · e6 vit springare · d5 vit drottning · a4 svart kung · b4 svart bonde · c4 svart bonde · g4 vit löpare · h4 vit torn · c3 vit löpare · a2 vit bonde · b2 vit kung | 8 |
| 7 | b8 vit springare · c7 vit torn · a6 svart löpare · e6 vit springare · d5 vit drottning · a4 svart kung · b4 svart bonde · c4 svart bonde · g4 vit löpare · h4 vit torn · c3 vit löpare · a2 vit bonde · b2 vit kung | b8 vit springare · c7 vit torn · a6 svart löpare · e6 vit springare · d5 vit drottning · a4 svart kung · b4 svart bonde · c4 svart bonde · g4 vit löpare · h4 vit torn · c3 vit löpare · a2 vit bonde · b2 vit kung | b8 vit springare · c7 vit torn · a6 svart löpare · e6 vit springare · d5 vit drottning · a4 svart kung · b4 svart bonde · c4 svart bonde · g4 vit löpare · h4 vit torn · c3 vit löpare · a2 vit bonde · b2 vit kung | b8 vit springare · c7 vit torn · a6 svart löpare · e6 vit springare · d5 vit drottning · a4 svart kung · b4 svart bonde · c4 svart bonde · g4 vit löpare · h4 vit torn · c3 vit löpare · a2 vit bonde · b2 vit kung | b8 vit springare · c7 vit torn · a6 svart löpare · e6 vit springare · d5 vit drottning · a4 svart kung · b4 svart bonde · c4 svart bonde · g4 vit löpare · h4 vit torn · c3 vit löpare · a2 vit bonde · b2 vit kung | b8 vit springare · c7 vit torn · a6 svart löpare · e6 vit springare · d5 vit drottning · a4 svart kung · b4 svart bonde · c4 svart bonde · g4 vit löpare · h4 vit torn · c3 vit löpare · a2 vit bonde · b2 vit kung | b8 vit springare · c7 vit torn · a6 svart löpare · e6 vit springare · d5 vit drottning · a4 svart kung · b4 svart bonde · c4 svart bonde · g4 vit löpare · h4 vit torn · c3 vit löpare · a2 vit bonde · b2 vit kung | b8 vit springare · c7 vit torn · a6 svart löpare · e6 vit springare · d5 vit drottning · a4 svart kung · b4 svart bonde · c4 svart bonde · g4 vit löpare · h4 vit torn · c3 vit löpare · a2 vit bonde · b2 vit kung | 7 |
| 6 | b8 vit springare · c7 vit torn · a6 svart löpare · e6 vit springare · d5 vit drottning · a4 svart kung · b4 svart bonde · c4 svart bonde · g4 vit löpare · h4 vit torn · c3 vit löpare · a2 vit bonde · b2 vit kung | b8 vit springare · c7 vit torn · a6 svart löpare · e6 vit springare · d5 vit drottning · a4 svart kung · b4 svart bonde · c4 svart bonde · g4 vit löpare · h4 vit torn · c3 vit löpare · a2 vit bonde · b2 vit kung | b8 vit springare · c7 vit torn · a6 svart löpare · e6 vit springare · d5 vit drottning · a4 svart kung · b4 svart bonde · c4 svart bonde · g4 vit löpare · h4 vit torn · c3 vit löpare · a2 vit bonde · b2 vit kung | b8 vit springare · c7 vit torn · a6 svart löpare · e6 vit springare · d5 vit drottning · a4 svart kung · b4 svart bonde · c4 svart bonde · g4 vit löpare · h4 vit torn · c3 vit löpare · a2 vit bonde · b2 vit kung | b8 vit springare · c7 vit torn · a6 svart löpare · e6 vit springare · d5 vit drottning · a4 svart kung · b4 svart bonde · c4 svart bonde · g4 vit löpare · h4 vit torn · c3 vit löpare · a2 vit bonde · b2 vit kung | b8 vit springare · c7 vit torn · a6 svart löpare · e6 vit springare · d5 vit drottning · a4 svart kung · b4 svart bonde · c4 svart bonde · g4 vit löpare · h4 vit torn · c3 vit löpare · a2 vit bonde · b2 vit kung | b8 vit springare · c7 vit torn · a6 svart löpare · e6 vit springare · d5 vit drottning · a4 svart kung · b4 svart bonde · c4 svart bonde · g4 vit löpare · h4 vit torn · c3 vit löpare · a2 vit bonde · b2 vit kung | b8 vit springare · c7 vit torn · a6 svart löpare · e6 vit springare · d5 vit drottning · a4 svart kung · b4 svart bonde · c4 svart bonde · g4 vit löpare · h4 vit torn · c3 vit löpare · a2 vit bonde · b2 vit kung | 6 |
| 5 | b8 vit springare · c7 vit torn · a6 svart löpare · e6 vit springare · d5 vit drottning · a4 svart kung · b4 svart bonde · c4 svart bonde · g4 vit löpare · h4 vit torn · c3 vit löpare · a2 vit bonde · b2 vit kung | b8 vit springare · c7 vit torn · a6 svart löpare · e6 vit springare · d5 vit drottning · a4 svart kung · b4 svart bonde · c4 svart bonde · g4 vit löpare · h4 vit torn · c3 vit löpare · a2 vit bonde · b2 vit kung | b8 vit springare · c7 vit torn · a6 svart löpare · e6 vit springare · d5 vit drottning · a4 svart kung · b4 svart bonde · c4 svart bonde · g4 vit löpare · h4 vit torn · c3 vit löpare · a2 vit bonde · b2 vit kung | b8 vit springare · c7 vit torn · a6 svart löpare · e6 vit springare · d5 vit drottning · a4 svart kung · b4 svart bonde · c4 svart bonde · g4 vit löpare · h4 vit torn · c3 vit löpare · a2 vit bonde · b2 vit kung | b8 vit springare · c7 vit torn · a6 svart löpare · e6 vit springare · d5 vit drottning · a4 svart kung · b4 svart bonde · c4 svart bonde · g4 vit löpare · h4 vit torn · c3 vit löpare · a2 vit bonde · b2 vit kung | b8 vit springare · c7 vit torn · a6 svart löpare · e6 vit springare · d5 vit drottning · a4 svart kung · b4 svart bonde · c4 svart bonde · g4 vit löpare · h4 vit torn · c3 vit löpare · a2 vit bonde · b2 vit kung | b8 vit springare · c7 vit torn · a6 svart löpare · e6 vit springare · d5 vit drottning · a4 svart kung · b4 svart bonde · c4 svart bonde · g4 vit löpare · h4 vit torn · c3 vit löpare · a2 vit bonde · b2 vit kung | b8 vit springare · c7 vit torn · a6 svart löpare · e6 vit springare · d5 vit drottning · a4 svart kung · b4 svart bonde · c4 svart bonde · g4 vit löpare · h4 vit torn · c3 vit löpare · a2 vit bonde · b2 vit kung | 5 |
| 4 | b8 vit springare · c7 vit torn · a6 svart löpare · e6 vit springare · d5 vit drottning · a4 svart kung · b4 svart bonde · c4 svart bonde · g4 vit löpare · h4 vit torn · c3 vit löpare · a2 vit bonde · b2 vit kung | b8 vit springare · c7 vit torn · a6 svart löpare · e6 vit springare · d5 vit drottning · a4 svart kung · b4 svart bonde · c4 svart bonde · g4 vit löpare · h4 vit torn · c3 vit löpare · a2 vit bonde · b2 vit kung | b8 vit springare · c7 vit torn · a6 svart löpare · e6 vit springare · d5 vit drottning · a4 svart kung · b4 svart bonde · c4 svart bonde · g4 vit löpare · h4 vit torn · c3 vit löpare · a2 vit bonde · b2 vit kung | b8 vit springare · c7 vit torn · a6 svart löpare · e6 vit springare · d5 vit drottning · a4 svart kung · b4 svart bonde · c4 svart bonde · g4 vit löpare · h4 vit torn · c3 vit löpare · a2 vit bonde · b2 vit kung | b8 vit springare · c7 vit torn · a6 svart löpare · e6 vit springare · d5 vit drottning · a4 svart kung · b4 svart bonde · c4 svart bonde · g4 vit löpare · h4 vit torn · c3 vit löpare · a2 vit bonde · b2 vit kung | b8 vit springare · c7 vit torn · a6 svart löpare · e6 vit springare · d5 vit drottning · a4 svart kung · b4 svart bonde · c4 svart bonde · g4 vit löpare · h4 vit torn · c3 vit löpare · a2 vit bonde · b2 vit kung | b8 vit springare · c7 vit torn · a6 svart löpare · e6 vit springare · d5 vit drottning · a4 svart kung · b4 svart bonde · c4 svart bonde · g4 vit löpare · h4 vit torn · c3 vit löpare · a2 vit bonde · b2 vit kung | b8 vit springare · c7 vit torn · a6 svart löpare · e6 vit springare · d5 vit drottning · a4 svart kung · b4 svart bonde · c4 svart bonde · g4 vit löpare · h4 vit torn · c3 vit löpare · a2 vit bonde · b2 vit kung | 4 |
| 3 | b8 vit springare · c7 vit torn · a6 svart löpare · e6 vit springare · d5 vit drottning · a4 svart kung · b4 svart bonde · c4 svart bonde · g4 vit löpare · h4 vit torn · c3 vit löpare · a2 vit bonde · b2 vit kung | b8 vit springare · c7 vit torn · a6 svart löpare · e6 vit springare · d5 vit drottning · a4 svart kung · b4 svart bonde · c4 svart bonde · g4 vit löpare · h4 vit torn · c3 vit löpare · a2 vit bonde · b2 vit kung | b8 vit springare · c7 vit torn · a6 svart löpare · e6 vit springare · d5 vit drottning · a4 svart kung · b4 svart bonde · c4 svart bonde · g4 vit löpare · h4 vit torn · c3 vit löpare · a2 vit bonde · b2 vit kung | b8 vit springare · c7 vit torn · a6 svart löpare · e6 vit springare · d5 vit drottning · a4 svart kung · b4 svart bonde · c4 svart bonde · g4 vit löpare · h4 vit torn · c3 vit löpare · a2 vit bonde · b2 vit kung | b8 vit springare · c7 vit torn · a6 svart löpare · e6 vit springare · d5 vit drottning · a4 svart kung · b4 svart bonde · c4 svart bonde · g4 vit löpare · h4 vit torn · c3 vit löpare · a2 vit bonde · b2 vit kung | b8 vit springare · c7 vit torn · a6 svart löpare · e6 vit springare · d5 vit drottning · a4 svart kung · b4 svart bonde · c4 svart bonde · g4 vit löpare · h4 vit torn · c3 vit löpare · a2 vit bonde · b2 vit kung | b8 vit springare · c7 vit torn · a6 svart löpare · e6 vit springare · d5 vit drottning · a4 svart kung · b4 svart bonde · c4 svart bonde · g4 vit löpare · h4 vit torn · c3 vit löpare · a2 vit bonde · b2 vit kung | b8 vit springare · c7 vit torn · a6 svart löpare · e6 vit springare · d5 vit drottning · a4 svart kung · b4 svart bonde · c4 svart bonde · g4 vit löpare · h4 vit torn · c3 vit löpare · a2 vit bonde · b2 vit kung | 3 |
| 2 | b8 vit springare · c7 vit torn · a6 svart löpare · e6 vit springare · d5 vit drottning · a4 svart kung · b4 svart bonde · c4 svart bonde · g4 vit löpare · h4 vit torn · c3 vit löpare · a2 vit bonde · b2 vit kung | b8 vit springare · c7 vit torn · a6 svart löpare · e6 vit springare · d5 vit drottning · a4 svart kung · b4 svart bonde · c4 svart bonde · g4 vit löpare · h4 vit torn · c3 vit löpare · a2 vit bonde · b2 vit kung | b8 vit springare · c7 vit torn · a6 svart löpare · e6 vit springare · d5 vit drottning · a4 svart kung · b4 svart bonde · c4 svart bonde · g4 vit löpare · h4 vit torn · c3 vit löpare · a2 vit bonde · b2 vit kung | b8 vit springare · c7 vit torn · a6 svart löpare · e6 vit springare · d5 vit drottning · a4 svart kung · b4 svart bonde · c4 svart bonde · g4 vit löpare · h4 vit torn · c3 vit löpare · a2 vit bonde · b2 vit kung | b8 vit springare · c7 vit torn · a6 svart löpare · e6 vit springare · d5 vit drottning · a4 svart kung · b4 svart bonde · c4 svart bonde · g4 vit löpare · h4 vit torn · c3 vit löpare · a2 vit bonde · b2 vit kung | b8 vit springare · c7 vit torn · a6 svart löpare · e6 vit springare · d5 vit drottning · a4 svart kung · b4 svart bonde · c4 svart bonde · g4 vit löpare · h4 vit torn · c3 vit löpare · a2 vit bonde · b2 vit kung | b8 vit springare · c7 vit torn · a6 svart löpare · e6 vit springare · d5 vit drottning · a4 svart kung · b4 svart bonde · c4 svart bonde · g4 vit löpare · h4 vit torn · c3 vit löpare · a2 vit bonde · b2 vit kung | b8 vit springare · c7 vit torn · a6 svart löpare · e6 vit springare · d5 vit drottning · a4 svart kung · b4 svart bonde · c4 svart bonde · g4 vit löpare · h4 vit torn · c3 vit löpare · a2 vit bonde · b2 vit kung | 2 |
| 1 | b8 vit springare · c7 vit torn · a6 svart löpare · e6 vit springare · d5 vit drottning · a4 svart kung · b4 svart bonde · c4 svart bonde · g4 vit löpare · h4 vit torn · c3 vit löpare · a2 vit bonde · b2 vit kung | b8 vit springare · c7 vit torn · a6 svart löpare · e6 vit springare · d5 vit drottning · a4 svart kung · b4 svart bonde · c4 svart bonde · g4 vit löpare · h4 vit torn · c3 vit löpare · a2 vit bonde · b2 vit kung | b8 vit springare · c7 vit torn · a6 svart löpare · e6 vit springare · d5 vit drottning · a4 svart kung · b4 svart bonde · c4 svart bonde · g4 vit löpare · h4 vit torn · c3 vit löpare · a2 vit bonde · b2 vit kung | b8 vit springare · c7 vit torn · a6 svart löpare · e6 vit springare · d5 vit drottning · a4 svart kung · b4 svart bonde · c4 svart bonde · g4 vit löpare · h4 vit torn · c3 vit löpare · a2 vit bonde · b2 vit kung | b8 vit springare · c7 vit torn · a6 svart löpare · e6 vit springare · d5 vit drottning · a4 svart kung · b4 svart bonde · c4 svart bonde · g4 vit löpare · h4 vit torn · c3 vit löpare · a2 vit bonde · b2 vit kung | b8 vit springare · c7 vit torn · a6 svart löpare · e6 vit springare · d5 vit drottning · a4 svart kung · b4 svart bonde · c4 svart bonde · g4 vit löpare · h4 vit torn · c3 vit löpare · a2 vit bonde · b2 vit kung | b8 vit springare · c7 vit torn · a6 svart löpare · e6 vit springare · d5 vit drottning · a4 svart kung · b4 svart bonde · c4 svart bonde · g4 vit löpare · h4 vit torn · c3 vit löpare · a2 vit bonde · b2 vit kung | b8 vit springare · c7 vit torn · a6 svart löpare · e6 vit springare · d5 vit drottning · a4 svart kung · b4 svart bonde · c4 svart bonde · g4 vit löpare · h4 vit torn · c3 vit löpare · a2 vit bonde · b2 vit kung | 1 |
|   | a | b | c | d | e | f | g | h |   |

Lösningar:
Nummer 5: 1.Db7 2.Dd5#
Nummer 20: 1.Ld1+ 2.Dd7+ 3.Dd3 4.axb3+ 5.bxc4+ 6.c5#